# Sävar
Sävar és una localitat situada al municipi d'Umeå, Comtat de Västerbotten, Suècia. El 2010 la localitat tenia 2670 habitants.
La localitat es troba a uns 15 km al nord  d'Umeå. Sävar és molt coneguda per ser el lloc on va ocórrer la darrera batalla en la Guerra finlandesa.